# Krík indiánok
A krík indiánok, maszkagí indiánok vagy „krík nemzet” az Amerikai Egyesült Államok több államában (Oklahoma, Alabama, Georgia és Florida) szétszórtan élő rokon indián népcsoportokból álló törzsszövetség. A többségük önmagát a maszkagí (angolos írásmóddal Muscogee vagy Muskogee) névvel jelöli. Eredetileg az Egyesült Államok délkeleti részén laktak. Mai létszámuk 50-60 000 körüli. Az Öt Civilizált Törzs egyik csoportját alkotják.

## Történetük

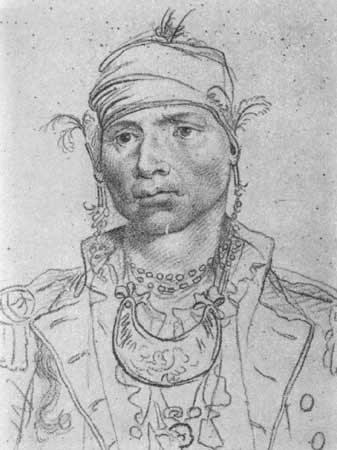
Hopothle Mico, krík törzsfőnök (1790)

A mai krík indiánok ősei a Tennessee folyó mentén élő, mesterségek dombokat építő indiánok lehettek (Mississippi-kultúra). Valaha valószínűleg együtt éltek a Dél-Georgiában élő utinahica indiánok őseivel.
Az európaiak megjelenése idején a maszkagí indiánok laza szövetségben éltek önálló falvaikban a mai Tennessee, Georgia és Alabama államok területén. Az egyes csoportjaik különböző rokon nyelveket beszéltek, például a maszkagí, hicsiti, alabama és kusatta nyelveket. Az Ocmulgee folyó mentén élő törzseket az angol kereskedők krík néven említették. Később ezt a nevet alkalmazták a dél-georgiai Chattahoochee, Ocmulgee és Flint folyók, valamint az Alabama folyó völgyében élő összes indiánra. A nyugatabbra, az említett három dél-georgiai folyó mentén élők („az alsó városok” lakói) hagyományosan elkülönítették magukat a keletebbi, alabamai települések csoportjaitól („a felső városok” lakói).
A „krík városok” a következők voltak:
- „Alsó városok” (Lower Towns): Coweta, Cusseta (Kasihta,s a itachiqui), Upper Chehaw (Chiaha), Hitchiti, Oconee, Ocmulgee, Okawaigi, Apalachee, Yamasee (Altamaha), Ocfuskee, Sawokli, and Tamali városok.
- „Felső városok” (Upper Towns): Tuckabatchee, Abhika, Coosa, Itawa, Hothliwahi (Ullibahali), Hilibi, Eufaula, Wakokai, Atasi, Alibamu, Coushatta és Tuskegee városok.

Cusseta (Kasihta) és Coweta ma is a krík nemzet két legfontosabb települése. Hagyományosan a Cusseta and Coweta törzsek számítanak a krík nemzet legkorábbi tagjainak.

### A függetlenségi háború időszaka
A függetlenségi háború idején mint a legtöbb amerikai népcsoport, a krík indiánok is két csoportra oszlottak. Az alsó városok lakói (Lower Creek) semlegesek maradtak, de a felső krík városok indiánjai (Upper Creek) az angolok szövetségeseiként harcoltak az amerikaiak ellen.
1783-ban, amikor a háború hivatalosan véget ért, a krík indiánoknak rá kellett jönni a szomorú valóságra, hogy az angolok krík földeket engedtek át az Egyesült Államok számára. Ráadásul Georgia állam is terjeszkedni kezdett az indiánok rovására.
A krík nemzet képviselője, Alexander McGillivray hozzálátott a pán-indián ellenállás megszervezéséhez a túlkapások megakadályozására, amelyhez a floridai spanyolok fegyverrel segítették őket hogy a határsértők ellen harcolhassanak. McGillivray munkája egyfajta nemzeti nacionalizmust ébresztett a krík indiánokban és központosított erőt hoztak létre, hogy felvegyék a küzdelmet azokkal a falu vezetőkkel, akik egyénenként eladták a földet az Egyesült Államoknak. 1790-ben a New York-i Egyezményben (Treaty of New York), George Washington elnöksége alatt a krík nemzet, indián területekért cserébe, az államtól önállóságot kapott megmaradt területek felett. Azonban 1793-ban McGillivray meghalt, s Gerogia állam továbbra is terjeszkedett az indián területeken.
A szeminol és a krík kongresszus az angol kalandort, William Augustus Bowles-t választotta meg a Maszkogi állam képviseletére. Mivel a spanyolok és az Egyesült Államok is igényt támasztottak az indián földekre, Bowles remélte sikerül egy önálló Maszkogi államot létrehoznia. (State of Muskogee)

### Vörös Husáng Háború (Red Stick War)

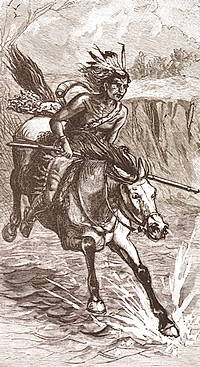
Rajz William Weatherfordról

Krík polgárháború (1813-1814) tört ki a krík nemzeten belül is. Az ékesszóló Tecumseh, shawnee indián vallási és katonai vezető agresszív ellenállásra biztatta embereit minden az Egyesült Államok által (Benjamin Hawkins indián megbizott személyében) szervezett civilizációs programnak és kitelepítésnek ellen. (A felső krík indiánokat az amerikaiak "vörös husáng" /Red Stick/ néven emlegették.) A vörös husángok élére William Weatherford (vörös sas) állt.
1813. augusztus 30-án Vörös Sas vezetésével a felső krík indiánok megtámadták az amerikai Fort Mims helyőrséget Mobile-nél (Alabama), ahol a fehér amerikaiak és a szövetséges indiánok összegyűltek. A vörös husángok átvették az erődöt s legyilkoltak mindenkit, beleérte asszonyokat és gyerekeket. 250 ember megölése pánikot keltett a délnyugati amerikai határvidéken.
A válasz a Fort Mims-i mészárlásra nem maradt el. Tennessee, Georgia és Mississippi államok küldtek csapatokat mélyen a krík területekre. A vadonba visszahúzódó, rosszul felfegyverzett vörös husángok elkeseredett harcot folytattak a sokszoros túlerővel szemben. Végül 1814. március 27-én Andrew Jackson generális a Tennessee katonaság élén, a 39. amerikai gyalogos regiment, valamint a cherokee és krík indiánok segítségével egy végső ütközetben Horseshoe Bend-nél, a Tallapoosa folyónál megsemmisítették a felső krík haderőt.
Az indián polgárháborúban 3000 felső krík vesztette életét, de a végső vereség után még mindig ellenálltak. 1814 augusztusában Jackson a kimerült, kiéhezett indiánokat Wetumpka-nál körbevette (ma Montgomery, Alabama), s 1814. augusztus 18-án, aláíratták velük a Fort Jackson Egyezményt, amellyel befejeződött a konfliktus, s az Egyesült Államok mintegy 81 000 km² föld átadására kényszerítette őket. Sőt, azok a krík indiánok, akik Jackson oldalán harcoltak, kötelezve voltak területek átengedésére, mivel felelősnek tartották őket a történtekért. Ebből a területből vágták ki Alabama államot és 1819-ben végleg az Egyesült Államok része lett.
A háború után sok krík indián Floridába menekült és szövetségre léptek a szeminolokkal és az angolokkal az amerikaiak ellen. A krík indiánok a szeminol háborúban mind a két oldalon harcoltak.

### Kitelepítések
1812-ben William McIntosh, krik vezető aláírt egy szerződést miszerint még több indián földet adtak át Georgia államnak. A feszültségek eredményeként 1825. február 12-én McIntosh és más vezetők aláírták az Indián Tavaszok Egyezményt (Treaty of Indian Springs), melynek értelmében a krík indiánok feladtak minden területet Georgiában.
Georgia kormányzója, George Troup - McIntosh unokatestvére -, a krík indiánokat fenyegetésnek látta a fehérek terjeszkedési terveinek megvalósításában. A demokrata párt őt jelölte ki az indiánok kitelepítésének végrehajtásával. McIntosh cselekedetét többféleképpen értelmezik. Egyik változat szerint szimplán lefizették, s eladta saját embereit, mások szerint reálisan felfogta az esélyeket, s ezt tartotta a lehető legjobb megoldásnak, mivel a krík indiánok amúgy is elveszítették volna földjeiket. Miután az Amerikai Egyesült Államok Szenátusa jóváhagyta az egyezményt, 1825. május 13-án McIntosh-t a krík indiánok Menawa vezetésével, megölték. (A cseroki vezető, Major Ridge ugyanezt a lehetőséget választotta, s ugyanazt az árat fizette érte.)
A Krík Nemzeti Tanács Opothle Yohola vezetésével tiltakozott, hogy a “Treaty of Indian Springs” csalás volt. John Quincy Adams elnök szimpatizált velük, s az egyezményt semmissé nyilvánította, s 1826-ban a Washington Egyezmény (Treaty of Washington) lépett a helyébe.
Azonban Troup kormányzó figyelmen kívül hagyta az egyezményt s hozzálátott az erőszakos kitelepítésekhez. Először Adams elnök próbált beavatkozni és csapatokat küldött Georgiába, de Troup a csapatokat leállította azokat. Az elnök a polgárháborútól való félelmében s szemet hunyt a kitelepítések ellen.

### Krík kormány
A krík kormány felépítése magában foglalta a vezetőt (mico), a vezető segédjét és a vezető szóvivőjét (mico apokta).

## A krík indiánok ma

### Törzseik
A felső krík törzsek Alabama középső déli részén, az alsó krík törzsek Dél-Georgiában és Észak-Floridában élnek.
Az alsó krík törzsek a következők (angolos írásmóddal): apalachicola, chiaha, guale, hitchiti, icafui, kasihta, oconee, osochi, okmulgee, tacatacuru, tamathli, yamasee, yui kríks

### Nyelvük
Nyelvük a krík nyelv (saját nyelvükön muszkoki), amely a maszkagí nyelvcsalád krík csoportjához tartozik. A szeminol indiánok közeli rokonaik és szintén a krík nyelvet beszélik.